# Square Michel-Foucault
Square Michel-Foucault är en park vid Collège de France i Quartier de la Sorbonne i Paris 5:e arrondissement. Parken är uppkallad efter den franske filosofen och idéhistorikern Michel Foucault (1926–1984). Parken anlades i slutet av 1800-talet och namngavs åt Michel Foucault år 2005. I parken står en staty föreställande Dante, utförd av Jean-Paul Aubé år 1879.

## Omgivningar
- Saint-Nicolas-du-Chardonnet
- Saint-Séverin
- Collège de France
- Sorbonne
- Square Auguste-Mariette-Pacha
- Square Paul-Painlevé

## Bilder
| - Michel Foucault. - Skylt. - Staty föreställande Dante. |

| - Collège de France. - Saint-Nicolas-du-Chardonnet. - Saint-Séverin. |

## Kommunikationer
- Tunnelbana – linje  – Maubert – Mutualité
- Tunnelbana – linje  – Cluny – La Sorbonne
- Busshållplats Collège de France – Paris bussnät, linje 63 86

### Webbkällor
- ”Squares Auguste-Mariette-Pacha et Michel-Foucault”. Paris.fr. 8 mars 2021. https://www.paris.fr/equipements/squares-auguste-mariette-pacha-et-michel-foucault-2445. Läst 28 april 2021.
- ”Le square Michel-Foucault”. Les rues de Paris. http://www.parisrues.com/rues05/paris-05-square-michel-foucault.html. Läst 28 april 2021.